# Jean-Luc Ponty
Jean-Luc Ponty és un violinista de jazz contemporani francès. Va néixer a la ciutat de Avranches (França) el 29 de setembre de 1942. Es va capacitar com a violinista professional en el Conservatoire National Supérieur de Musique de Paris. El seu interès cap al jazz va ser impulsat per la música de Miles Davis i John Coltrane. Ha tocat amb la Mahavishnu Orchestra i també amb Frank Zappa. És molt conegut pel seu violí elèctric, el qual li dona una empremta especial, gairebé com el so d'un sintetitzador.

## Biografia
Jean-Luc Ponty és fill d'un professor de violí, amb qui va començar el seu aprenentatge de l'instrument abans que ingressés en el Conservatori de París.
En 1967 va visitar el Festival de Jazz de Mont-real. Després d'això, va treballar amb Stéphane Grappelli, la Mahavishnu Orchestra i Frank Zappa. L'especial empremta que li atorga el seu violí el va fer un artista popular del jazz fusió de la dècada de 1970.
Després de col·laborar en 1972 amb Elton John en el seu disc Honky Chateau, Ponty va començar a usar el seu ara conegut violí elèctric, amb la nota C més baixa. A finalitats de la dècada de 1960 i començament de la dècada dels 80 va començar a utilitzar el Violectra, un violí elèctric modificat de quatre cordes amb una octava més baixa. Amb posterioritat va ocupar una altra versió del Violectra, de sis cordes, i amb les notes C i F més baixes.
Ponty va ser pioner en la combinació del violí amb MIDI, caixes de distorsió, pedals wah-wah, entre d'altres, la qual cosa li permet obtenir un so semblant a un sintetitzador.
Entre mitjans i finals del 2004 es va reunir amb la formació de The Rite of Strings, amb els quals va realitzar una gira per Estats Units i el Canadà. En els anys posteriors s'han reunit de forma esporàdica. En 2005, va formar el supergrup de jazz fusió Trio! amb Stanley Clarke i Béla Fleck. Entre els seus discos més destacats estan Imaginary Voyage (1976), Aurora (1976), Cosmic Messenger (1978), Mystical Adventures (1982), Individual Choice (1983), Open Mind (1984), Fables (1985), The Gift of The Time (1987) i Storytelling (1989).
En 2007 va llançar The Atacama Experience. Entre aquest any i 2009 ha estat de gira per tot el món presentant la seva nova producció.
El 2014 va encetar una col·laboració amb Jon Anderson.

## Discografia
- Upon the Wings of Music (1975)
- Imaginary Voyage (1976)
- Aurora (1976)
- Enigmatic Ocean (1977)
- Cosmic Messenger (1978)
- A Taste for Passion (1979)
- Civilized Evil (1980)
- Mystical Adventures (1982)
- Individual Choice (1983)
- Open Mind (1984)
- Fables (1985)
- The Gift of Time (1987)
- Storytelling (1989)
- Tchokola (1991)
- No Absolute Time (1993)
- Life Enigma (2001)
- The Atacama Experience (2007)